# Axel Hotels
Axel Hotels — международная сеть отелей, принадлежащая испанской компании Axel Corp. под руководством Хуана П. Хулии Бланча (исп. Juan P. Juliá Blanch).
Первый отель сети был открыт в 2003 году Барселоне (Испания). В 2007 году была открыта гостиница в Буэнос-Айресе (Аргентина), а в 2009 году — в Берлине (Германия). К 2013 году планируется открыть ещё две гостиницы. Следующим планируется открытие гостиницы в Нью-Йорке (США).

## Концепция
Идеей к созданию гостиницы послужило стремление создать место, в котором ЛГБТ-клиенты смогли бы чувствовать себя свободно и не испытывать на себе взгляды недовольных постояльцев гостиницы и грубость персонала. Сеть Axel Hotels, по собственным утверждениям, однако, не является гей-френдли гостиницей, так как создана, в первую очередь для ЛГБТ-постояльцев, но позиционирует себя как гетеро-френдли гостиница и приглашает всех клиентов независимо от сексуальной ориентации.
Около 75 % постояльцев гостиниц Axel составляют представители ЛГБТ и 25 % — гости с гетеросексуальный ориентацией.
По результатам проведённого телеканалом Logo голосования сеть гостиниц Axel Hotels была признана лидером в области гей-туризма в номинации «Лучшая гостиница» в 2010 году.

## Отели сети

### Барселона
Четырёхзвездочный Axel Hotel Barcelona (первый и «головной» отель сети) был открыт в июле 2003 года. Гостиница расположена в шикарном здании XIX века и рассчитана на 66 номеров.

### Буэнос-Айрес
Пятизвёздночный Axel Hotel Buenos Aires был открыт 31 октября 2007 года в историческом центре аргентинской столицы — Сан-Тельмо. Гостиница имеет 48 номеров и предлагает своим клиентам ресторан, коктейль-бар, спа, сад с бассейном и солярием.

### Берлин
Трёхзвёздночный Axel Hotel Berlin, расположенный в берлинском районе Шёнеберг и построенный по проекту известного архитектора Иниго Эрнандеса Тофэ, был торжественно открыт бургомистром Берлина Клаусом Воверайтом 17 марта 2009 года. Стоимость проекта составила 13 миллионов евро. Гостиница имеет 86 номеров, а также большой спортивный центр с сауной, баней, массажным кабинетом. На крыше отеля установлена большая ванна-джакузи. Также в отеле есть зал для конференций и ресторан.
Берлинский отель, в отличие от первых двух гостиниц сети «Аксель Хотельс» не является собственностью компании Axel Corp., а взят в аренду и управление.

## Адреса гостиниц
- Axel Hotel Berlin: Lietzenburger Straße, 13/15, 10789, Schöneberg, Berlin, Germany
- Axel Hotel Buenos Aires & Urban Spa: Venezuela 649, C1095AAM, Buenos Aires, Argentina
- Axel Hotel Barcelona & Urban Spa: Aribau 33, 08011, Barcelona, Spain